# Test de Lüscher
El Test de Lüscher o Test dels Colors és un test de tipus projectiu ideat per Max Lüscher que pretén avaluar l'estat psicofisiològic d'una persona, la seva forma d'afrontar l'estrès i altres característiques estables de la seva personalitat. La seva fiabilitat és escassa.

## Ús per a la selecció laboral
A causa del seu ús en l'àmbit laboral a l'hora de la selecció de personal, s'ha estudiat la capacitat predictiva del test en quant a l'èxit laboral, ajust social, activitat i flexibilitat dels postulants. Les tres recerques publicades a PsycINFO (base de dades de recerca de la American Psychological Association, APA), dedicades a calcular la validesa d'alguns test psicològics d'aquest àmbit, van declarar resultats nuls; és a dir, aquells que van participar i van realitzar el test de Lüscher van ser incapaços de predir cap dels aspectes abans esmentats.
Un estudi de 1984 que comparà els resultats del Test de Lüscher i un test de personalitat àmpliament investigat i validat, el MMPI, assenyalà que els resultats de tots dos test mostren poc acord respecte als subjectes avaluats, i suggereix ser curós a l'hora de fer serivr el test de Lüscher.
És important esmentar que l'estat de la recerca és summament preocupant, atès que, al no existir resultats que fonamentin el seu ús, l'aplicació d'aquest test en l'àmbit laboral (o en qualsevol altre) no està justificada. En altres paraules, l'absència de recerca a favor no permet concloure que el test mesuri el que proposa mesurar, i, per tant, tampoc permet donar suport a les conclusions a les quals arriben els psicòlegs i les entitats que fan ús d'ell Aquesta afirmació únicament segueix les exigències plantejades per professionals internacionals d'institucions tan importants com la American Psychological Association, la American Educational Research Association, el National Council on Measurement in Education (als seus "Standards for educational and psychological testing") o la International Test Commission.
Si bé a nivell internacional el test no sol usar-se en contextos de selecció de personal -a causa dels als alts estàndards professionals que regeixen l'ús del test als Estats Units i Europa-, el seu ús informal s'ha estès fins al punt que destacats investigadors han arribat a comparar-lo amb "estafes" com la lectura de palmes, el tarot o la grafologia. Addicionalment, a Xile, diversos investigadors han cridat l'atenció sobre el seu ús injustificat

## Interpretació dels colors
GRIS (0): El gris d'aquest test no és un color fosc ni color clar i és completament independent a qualsevol estímul o tendència psicològica. És neutral respecte a subjecte i objecte, sigui intern o extern, amb tensió o amb relaxació. El gris no és una zona ocupada, sinó una frontera, que és "terra de ningú", com en una zona desmilitaritzada.
BLAU (1): Representa la serenitat absoluta. La contemplació d'aquest color té un efecte tranquil·litzador en el sistema nerviós central. la pressió de la sang, el ritme cardíac i respiratori disminueixen. Psicològicament parlant, s'incrementa també la tendència a ser excessivament sensible i susceptible. Representa la condició psicològica de tensió constant. S'expressa psicològicament com la voluntat en activitat, com a perseverança i tenacitat. El verd blavós és una manifestació de fermesa, de perseverança i sobretot, de resistència a canviar.
VERMELL (3): Representa una condició orgànica d'excés d'energia. el pols s'accelera, augmenta la pressió sanguínia i el ritme respiratori creix. El vermell és l'expressió de força vital i d'activitat nerviosa i glandular; per aquesta raó significa desig en totes les gammes d'apetència i anhel; és el manca d'aconseguir èxits, d'aconseguir el triomf, d'aconseguir àvidament totes aquelles coses que ofereixen intensitat vital i experiència plena.
GROC (4): Els seus efectes són de llum i alegria. Les principals característiques del groc són: claredat, reflexió, lluentor i alegria insubstancial. el groc manifesta expansividad desinhibida, laxitud i relaxació.
VIOLETA (5): El violeta vol unir la cremor impulsiva del vermell i el dòcil lliurament del blau per a significar la identificació. El violeta pot significar identificació en una unió íntima i eròtica; pot portar a una comprensió intuïtiva i sensible.
MARRÓ (6): El marró representa allò sensitiu, és a dir, allò que fa referència als sentits corporals. És sensual, es relaciona directament amb el cos físic.
NEGRE (7): És el color més fosc i, de fet, la negació mateixa del color; representa el límit absolut darrere el qual la vida cessa, i, en conseqüència, expressa la idea del no-res i de l'extinció.